# Мірза-Кучек-Джанґлі (бахш)
Мірза-Кучек-Джанґлі (перс. میرزاکوچک جنگلی) — бахш в Ірані, в шагрестані Совмее-Сара остану Ґілян. За даними перепису 2006 року, його населення становило 24 862 особи, які проживали у складі 6 379 сімей.

## Дегестани
До складу бахша входять такі дегестани:
- Ґураб-Зарміх
- Маркіє